# 29-й танковий корпус (СРСР)
29-й танковий Знам'янський ордена Леніна, Червонопрапорний, ордена Суворова корпус — оперативно-тактичне військове об'єднання в складі ЗС СРСР періоду Другої Світової війни.

## Склад
- Управління корпусу;
- 25-а танкова бригада;
- 31-а танкова бригада;
- 32-а танкова бригада;
- 53-я мотострілецька бригада;
- Корпусні частини:
  - 363-й окремий батальйон зв'язку;
  - 193-й окремий саперний батальйон;
  - 140-а окрема рота хімічного захисту;
  - 31-а окрема автотранспортна рота підвозу ПММ;
  - 169-а рухома танкоремонтна база;
  - 272-а рухома авторемонтна база;
  - окрема авіаланка зв'язку;
  - 157-й польовий автохлібозавод;
  - 1841-а польова каса Держбанку;
  - 2702-а воєнно-поштова станція.

Також до складу корпусу в різний час входили:
- 14-й гвардійський танковий полк;
- 1223-й, 1446-й, 1549-й самохідні артилерійські полки;
- 332-й , 365-й гвардійські самохідні артилерійські полки;
- 165-й легкий артилерійський полк;
- 271-й мінометний полк;
- 108-й винищувальний протитанковий артилерійський полк;
- 75-й мотоциклетний батальйон;
- 747-й винищувальний протитанковий артилерійський дивізіон;
- 11-й, 409-й гвардійські мінометні дивізіони.

## Командування

### Командирикорпусу
- генерал-майор танкових військ Анікушкін Федір Георгійович (з 18.02.1943 по 20.04.1943);
- генерал-майор танкових військ Кириченко Іван Федорович (з 02.03.1943 по 18.04.1944);
- генерал-майор танкових військ Фоміних Євген Іванович (з 19.04.1944 по 27.07.1944);
- генерал-майор танкових військ Малахов Ксенофонт Михайлович (з 09.08.1944 по 09.05.1945).

### Начальники штабу
- полковник, генерал-майор (з 11.03.1944) Фоміних Євген Іванович (з .02.1943 по .03.1944);
- полковник Лятецький Іван Тихонович (з .03.1944 по .08.1944);
- полковник Воробйов Костянтин Костянтинович (з .08.1944 по .10.1944);
- полковник Смирнов Володимир Іванович (з 10.1944 по .06. 1945).

## Нагороди і почесні найменування
- Знам'янський (грудень, 1943).
- Орден Леніна
- Орден Червоного Прапора
- Орден Суворова 2-го ступеня

## Герої корпусу
1. Пєгов Григорій Іванович — молодший лейтенант, командир танкового взводу 31-ї танкової бригади (Указ ПРВ СРСР від 24.03.1945).